# Mário Pacheco (Musiker)
Armindo Mário Rates Pacheco (* 9. April 1953 in Lissabon) ist ein portugiesischer Gitarrist und Betreiber eines Fado-Lokals.

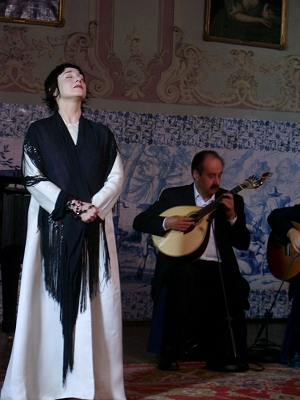
Mário Pacheco mit Mísia (2003)

## Werdegang
Mário Pacheco besuchte die Musikschule und studierte Gitarre. Er ist auch Grafiker und arbeitete in der Werbung, hat sich dann aber für den Fado als Beruf entschieden. Er folgte damit seinem Vater, der ebenfalls Berufs-Gitarrist war, u. a. für die Fado-Sängerin Hermínia Silva. Pacheco spielte von 1969 bis 1985 klassische Gitarre (port.: Viola), u. a. mit António Chainho, und seither die Portugiesische Gitarre (port.: Guitarra). Er ist auch Komponist von Fado-Stücken.
1995 gründete er den „Clube de Fado“ in der Lissabonner Alfama, der seither sowohl mit hochkarätigen Künstlern als auch mit prominenten Gästen aufwarten konnte.
Er wurde von der Amália-Rodrigues-Stiftung als Bester Komponist 2006 ausgezeichnet. Für sein Album Clube de Fado erhielt er 2007 die Top of the world-Auszeichnung des britischen Weltmusik-Magazins Songlines: aufgenommen im Schloß von Queluz, werden seine Kompositionen gesungen von den Gastsängern Mariza, Camané, Ana Sofia Varela und Rodrigo Costa Félix.
Im Film Fados von Carlos Saura begleitete Pacheco 2007 die von Cuca Roseta gespielte Fadosängerin Maria Severa.

## Diskografie
- Um outro olhar 1992
- Gitarras do Fado
- Cantar Amália
- Guitarra Portuguesa
- Clube de Fado 2006